# Iwona Radziejewska
Iwona Radziejewska z domu Minkiewicz (ur. 5 kwietnia 1964 w Białymstoku) – polska naukowiec, biochemik, doktor habilitowany nauk medycznych.

## Życiorys
W 1983 ukończyła I Liceum Ogólnokształcące im. Adama Mickiewicza w Białymstoku. W 1988 ukończyła studia na kierunku analityka medyczna na Akademii Medycznej w Białymstoku, gdzie w 1989 rozpoczęła pracę w Zakładzie Chemii Ogólnej na stanowisku technika. Od 1992 zatrudniona na stanowisku asystenta. W 1996 pod kierunkiem dra hab. Andrzeja Gindzieńskiego obroniła pracę doktorską "Badania produktów redukcji i alkilacji mucyny żołądkowej izolowanej w obecności inhibitorów proteolizy" uzyskując stopień naukowy doktora nauk medycznych. W 2013 na podstawie osiągnięć naukowych i złożonej rozprawy "Udział struktur cukrowych żołądkowej mucyny błonowej MUC1 w oddziaływaniach z Helicobacter pylori" uzyskała stopień naukowy doktora habilitowanego nauk medycznych.
Zatrudniona na stanowisku adiunkta w Zakładzie Chemii Medycznej UMB.